# Współczynnik dzietności

Współczynnik dzietności według państw

Współczynnik dzietności (płodności całkowitej) (ang. Total fertility rate, TFR) – współczynnik określający przeciętną liczbę dzieci, które urodziłaby kobieta w ciągu całego okresu rozrodczego (15−49 lat) przy założeniu, że w poszczególnych fazach tego okresu rodziłaby z intensywnością obserwowaną wśród kobiet w badanym roku.
Przyjmuje się, że w państwach rozwiniętych współczynnik dzietności zapewniający prostą zastępowalność pokoleń to 2,1. W krajach biedniejszych, o wyższej śmiertelności dzieci, może być znacznie wyższy.